# 鄒捷 (足球運動員)
邹捷（1981年1月17日—），是中国退役足球运动员，主要司职前锋，也担任过其它中场攻击型位置，年轻时的邹捷曾经被誉为是郝海东的接班人。

## 职业生涯
邹捷出身于大连毅腾的梯队，随后被招至大连万达二线队。在1999年邹捷被提拔至大连万达一队。
2001年，邹捷藉著出色发挥，获得了当年甲A联赛最佳新人的称号。
2005年，邹捷为大连实德打进了15个联赛入球，为当年国内球员中进球数量之最。
2008年，随着大连队年轻队员的迅速成长，以及俱乐部大力推行更新换代计划，邹捷等一干宿将逐渐失去了主力位置。
2009年，大连实德再次“大清洗”，邹捷与其他多名主力一起被挂牌，但由于转会细节方面出现了偏差，导致他在半内年无球可踢。7月，在第二次转会大门关闭之前，邹捷以10万元的价格租借到中甲球队沈阳东进。赛季结束完成租借合同，邹捷重新回到大连队，但又是半年内没有比赛。
邹捷在2010年7月球员二次转会期间加盟了他的母队乙级联赛球队大连毅腾，2011年初，邹捷沒有随大连毅腾进行为期两个月的春训，最终也沒有进入球队参加乙级联赛的球员名单而选择退役。